# David Shapiro (contrabbassista)
David Shapiro, detto Dave (New York, 24 aprile 1952 – Townshend, 16 febbraio 2011), è stato un contrabbassista statunitense di musica jazz.

## Biografia
Nato e cresciuto a Brooklyn, David Shapiro si è laureato al Brooklyn College nel 1973 con un "Bachelor of Arts in Music". Divenne un freelance a New York, suonando regolarmente con rinomati jazzisti come Woody Herman, Chet Baker, Lee Konitz, Howard McGhee, Mel Lewis e i cantanti Ray Charles, Anita O'Day e Chris Connor. Si è esibito con Jackie Cain e Roy Kral alla Carnegie Hall in occasione del Newport Jazz Festival. Ha dimostrato la sua versatilità come membro della house band di Eddie Condon e della "Metropolitan Bopera House".
Nel 1987 Shapiro si trasferisce a Townshend, Vermont, dove insegna e suona con vari musicisti della scena jazz del Vermont e del Massachusetts occidentale. Con il trombettista Steve Sonntag ha guidato un trio, che poi è diventato un sestetto. Con questa formazione nel 1997 registrano l'album dal vivo Monk, Duke & Mingus. Shapiro ha suonato anche in sessioni di registrazione con Woody Herman (World Class, 1982), Danny D'Imperio (Blues For Philly Joe, 1991), Joshua Breakstone (Evening Star, 1992), Howard Brofsky (73 Down, 2000), e Michael Musillami (Perception, 2000).